# Кроткая (фильм, 1995)
«Кроткая» (польск.: Łagodna) — польский фильм 1995 года режиссёра Мариуша Трелиньского по мотивам одноимённой повести Ф. М. Достоевского.

## Сюжет
В жаркую петербургскую ночь, где-то в конце XIX века, одинокий стареющий человек у мёртвого тела молодой жены. Он пытается понять — почему она покончила жизнь самоубийством. Он вспоминает всю историю своего брака — от первой встречи, бесцеремонной покупки девушки у её тётки, и до трагического конца. В его душе смешиваются горе, боль и чувство вины. Он пытается проникнуть в психику жены, понять её хотя бы после смерти… Прошедшие часы не минуют терзаний, они также не приносят ответа на мучающий вопрос. Но с наступлением рассвета герой, кажется, что-то понимает…

## В ролях
- Януш Гайос — муж, хозяин ломбарда
- Доминика Осталовская — жена
- Данута Стенка — Лукерья, служанка
- Ян Фрыч — Ефимов, знакомый мужа по армии, поручик
- Ян Пешек — врач
- Крыстына Фельдман — тётка жены
- Ежи Новак — продавец в лавке

## О фильме
Как указывает портал FilmPolski.pl, после предыдущих успешных у критиков и зрителей фильмов режиссёра Мриуша Трелинского все привычно ожидали от него хорошего фильма, однако, «Кроткая», абсолютно не похожая не предыдущие его работы, даже превзошла ожидание критиков:

«Кроткая» вызывает изумление. Тщетно искать в нём гротеск, катастрофизм, лихорадочный эротизм и философские тирады, известные по адаптации Виткевича. «Кроткая» — фильм созерцательный; эмоционально сжатый; со сценографией увлекательной, но воздержанной. От «былого» Трелинского остался только культ перфекционизма. Он выражается в внимании к каждому кадру, каждой сценографической детали. Кроме того, игра не разочаровывает. Выдающиеся роли создали, в частности, Януш Гай и Данута Стенька.Оригинальный текст (пол.)«Łagodna» wywołuje zdumienie. Próżno szukać w nim groteski, katastrofizmu, gorączkowego erotyzmu i filozoficznych tyrad, znanych z adaptacji Witkiewicza. «Łagodna» to film kontemplacyjny; emocjonalnie skondensowany; o scenografii urzekającej, lecz wstrzemięźliwej. Z «dawnego» Trelińskiego pozostał jedynie kult perfekcjonizmu. Wyraża się on w dbałości o każdy kadr, każde ujęcie, każdy scenograficzny detal. Również aktorstwo nie zawodzi. Znakomite role stworzyli zwłaszcza Janusz Gajos i Danuta Stenka.— FilmPolski.pl

## Фестивали и награды
Фильм получил целый ряд наград на нескольких кинофестивалях, в том числе:
- Премию критиков и Приз за лучшие декорации на ХХ Фестивале польских художественных фильмов в Гдыне (1995).
- Приз в категории «Лучшая женская роль второго плана» (Доминика Осталовская) российского кинофестиваля «Золотой Витязь» (1997).